# Santu Tiadoru
Santu Tiadoru (en italià San Teodoro) és un municipi italià, dins de la província de Sàsser. L'any 2007 tenia 4.020 habitants. Es troba a la regió de Gal·lura. Limita amb els municipis de Budoni, Loiri Porto San Paolo, Padru i Torpè (NU).

## Administració
| Període | Identitat         | Partit        |
| ------- | ----------------- | ------------- |
| 2005-   | Giovanni Marongiu | Llista Cívica |